# Raising Sand
Raising Sand è un album di cover nato dalla collaborazione tra Robert Plant e Alison Krauss. 

## Il disco
Esso raggiunge la prima posizione in classifica in Norvegia, la seconda negli Stati Uniti, in Regno Unito ed in Svezia e la terza in Nuova Zelanda; vince inoltre il Grammy Award all'album dell'anno nel 2009.
All'inizio degli anni 2020 Robert Plant e Alison Krauss si ritrovarono per incidere l'album Raise the Roof, pubblicato nel 2021. Esso è il secondo album collaborativo dei due artisti ed è il seguito di Raising Sand.

## Tracce
1. Rich Woman - 4:05 - Dorothy LaBostrie, McKinley Millet
2. Killing the Blues - 4:17 - Rowland Salley
3. Sister Rosetta Goes Before Us - 3:25 - Sam Phillips
4. Polly Come Home - 5:39 - Gene Clark
5. Gone Gone Gone (Done Moved On) - 3:34 - Phil Everly, Don Everly
6. Through the Morning, Through the Night - 4:03 - Gene Clark
7. Please Read the Letter - 5:55 - Michael Lee, Jimmy Page, Charlie Jones, Robert Plant
8. Trampled Rose - 5:34 - Tom Waits, Kathleen Brennan
9. Fortune Teller - 4:32 - Naomi Neville
10. Stick with Me Baby - 2:51 - Mel Tillis
11. Nothin'  - 5:35 - Townes Van Zandt
12. Let Your Loss Be Your Lesson - 4:02 - Milt Campbell
13. Your Long Journey - 3:55 - A.D. Watson, Rosa Lee Watson